# Jean-Pierre Capron
Pour les articles homonymes, voir Capron.
Jean-Pierre Capron est un artiste peintre et lithographe français de l'École de Paris né le 4 août 1921 à Cannes et mort le 2 juillet 1997 à Paris 14e.

## Biographie

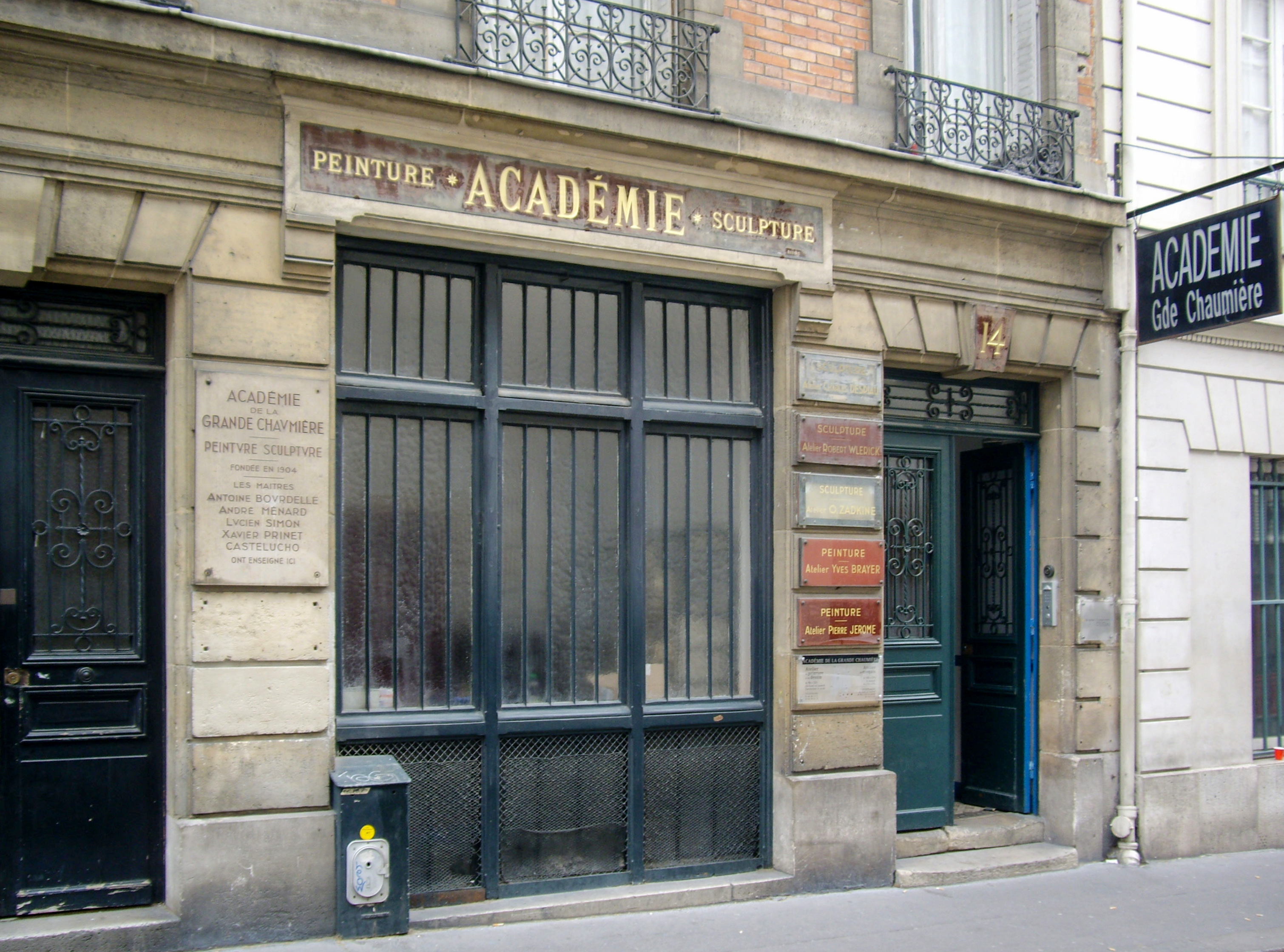
Académie de la Grande Chaumière

Après des études d'architecture à Lausanne, Jean-Pierre Capron entre en 1945 dans l'atelier d'Eugène Narbonne à l'École nationale supérieure des beaux-arts de Paris où il a pour condisciple Bernard Buffet avec qui il entame une amitié durable, (il sera, en 1958, témoin de celui-ci lors de son mariage avec Annabel Schwob). Éric Mercier fait également mention de sa fréquentation de l'Académie de la Grande Chaumière.
À partir de 1970, avec Bernard Buffet, Michel de Gallard, Jean Jansem, Jean Commère et Arnaud d'Hauterives, il fait partie des artistes permanents de la galerie Maurice Garnier à Paris. Il est installé au 126, boulevard du Montparnasse dans le 14e arrondissement de Paris.
René Huyghe et Jean Rudel situent Jean-Pierre Capron, avec Claude Venard, Francis Tailleux, Bernard Lorjou, Jean-Jacques Morvan et Raymond Guerrier parmi les artistes qui se rencontrent à côté de Georges Rohner par leur attachement à un « réalisme expressif, sans nécessairement s'en tenir à la même manière. Ils ne sont pas tellement éloignés d'un réalisme expressionniste dont la Belgique demeure un centre très représentatif, au moment où les pays officiellement socialistes s'attachaient davantage à un réalisme "descriptif" ».

## Expositions

### Expositions personnelles
- Galerie Visconti, Paris, 1950[7], 1952[4].
- Galerie Drouant-David, Paris, décembre 1955[8],[4].
- Galerie Drouant, Paris, 1959[4].
- Galerie Pomeroy, San Francisco, 1961[9].
- Galerie Frank Partridge, New York, 1966.
- Galerie Nichido, Tokyo, 1968.
- Galerie Tamenaga, Tokyo, 1970, 1987, 1988.
- Galerie Wally Findley, Chicago, 1981, 1984[7].
- Galerie Guigné, Paris, 1988[9].
- Galerie Hénot, Enghien-les-Bains, 1993[7].
- Galerie Hénot, La Rochelle, 1996[7].

### Expositions collectives
- Salon d'automne, Paris, à partir de 1949 (sociétaire en 1969)[2],[10].
- Salon de la Jeune Peinture, Paris, membre du jury de 1951 à 1968.
- Salon Comparaisons, Paris, 1955, 1959[4].
- École de Paris, galerie Charpentier, Paris, 1956, 1957[4].
- Biennale de la Jeune Peinture, pavillon de Marsan, Paris, 1957[4].
- Salon des peintres témoins de leur temps, palais Galliera, Paris, 1958, 1959[4], mars-mai 1961 (thème : Richesses de la France ; toile exposée : Le barrage de Génissiat)[11], février-mars 1977 (thème : La fête ; toile exposée : Régates à Venise)[12].
- Salon Terres latines, Paris, 1958[4].
- Le pétrole vu par 100 peintres, palais Galliera, Paris, 1959 ; toile présentée : Raffinerie de pétrole à l'Étang de Berre[13]
- La Grèce et la Méditerranée, galerie Maurice Garnier, Paris, 1975.
- Participations non datées : Salon de la Société nationale des beaux-arts.

## Réception critique

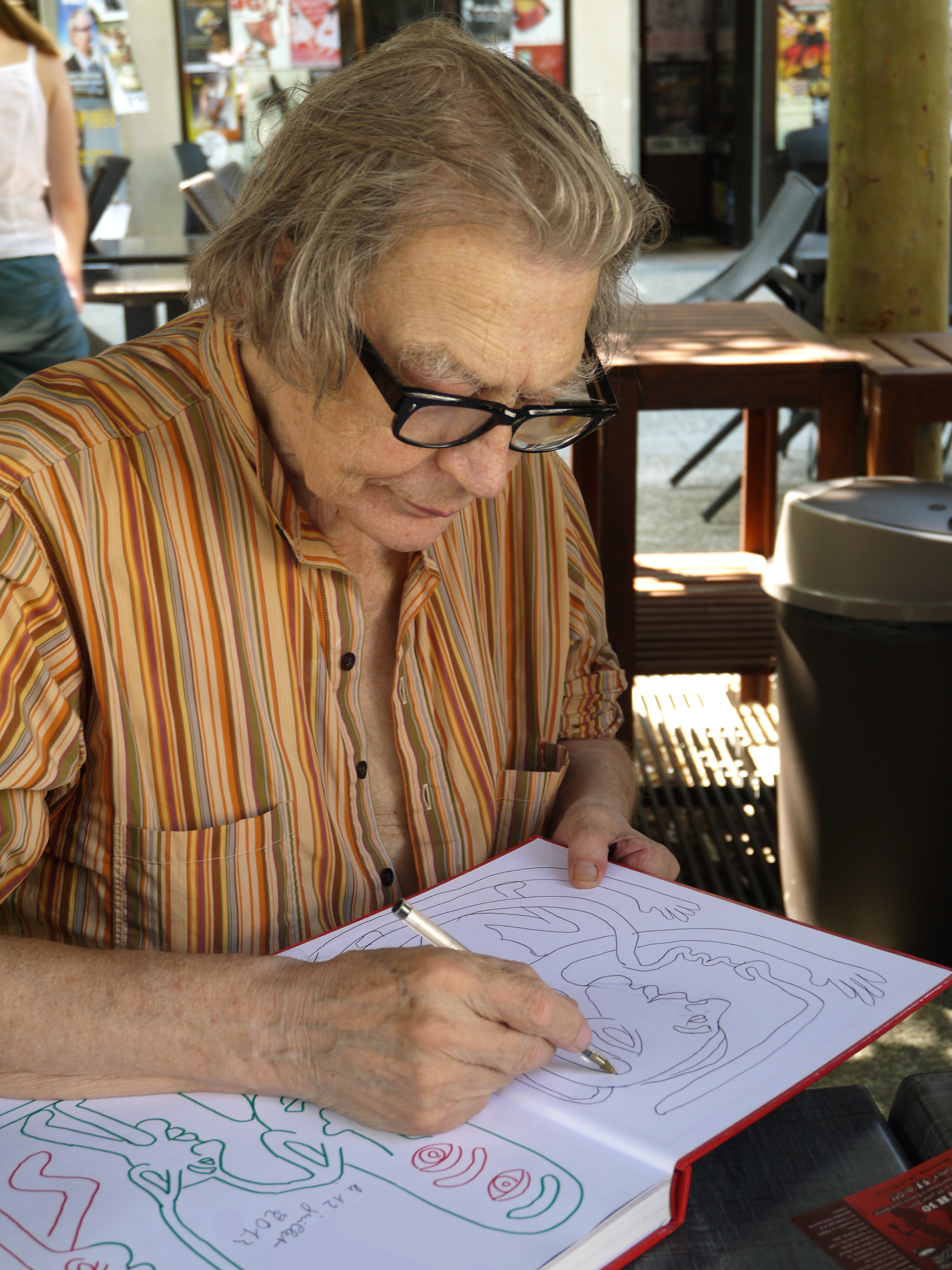
Yvon Taillandier

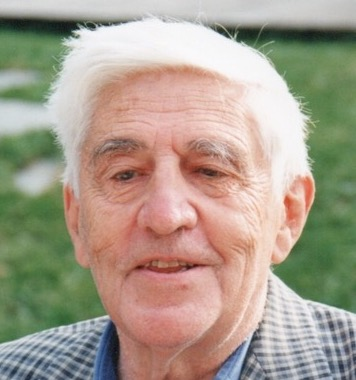
Bernard Dorival

- « Membre du comité directeur du Salon de la Jeune Peinture, c'est un peintre réaliste; Il utilise la couleur avec réserve et ne cherche pas à rapprocher des couleurs vives, mais des tons voisins. Chacune de ses toiles ne met en valeur qu'une seule couleur à laquelle toutes les autres s'apparentent ; c'est tantôt un bleuté, tantôt un verdâtre ou un blanchâtre. Il peint des portraits et des paysages : ses derniers sont ses toiles les plus réussies. Il a fait des études d'architecture et tous ses paysages comportent des maisons. Il est très sensible aux effets de lumière sur les murs nus. Il indique très précisément les ombres portées. Depuis sa première exposition en 1950, sa technique a évolué, notamment dans sa manière de traiter les murs. Alors qu'il les voyait auparavant d'une couleur uniforme, il y indique maintenant tous les endroits qui absorbent davantage la lumière, de sorte que ces surfaces plates  paraissent comporter des parties creuses et donnent l'illusion d'avoir un volume. C'est ce qui permet à Capron d'harmoniser les formes anguleuses des maisons avec les volumes des nuages. D'autre part, il confère une grande précision au contour des collines ou des routes pour leur permettre de s'accorder avec les arêtes nettes des bâtiments cubiques. Ses paysages ne comportent jamais de personnages. Constitués de formes très simples (Capron redoute de se perdre dans les détails), leur qualité est la sobriété, leur défaut une certaine monotonie. » - Yvon Taillandier[8]
- « Il n'est que de se promener au Salon des Tuileries ou au Salon d'automne pour remarquer de jeunes peintres soucieux de concilier avec la tradition les nouveautés audacieuses de naguère et assez maîtres de leur excellent métieu pour y parvenir avec brio. Certains même apportent à cette tentative une sincérité, une loyauté, une justesse qui ne peuvent qu'attirer le respect et la sympathie ; je pense en particulier à Jean-Pierre Capron dont les paysages pâles et nus, construits avec exactitude et baignés d'une lumière sensible, possèdent une authenticité et accusent une réserve riche de tendresse contenue qui, par-delà Roland Oudot, permettent d'évoquer le Giorgio de Chirico de 1912 et son en-deçà poétique. » - Bernard Dorival[14]
- « Peindre l'essentiel : telle est la haute ambition de Jean-Pierre Capron qui, grâce à son courage et à sa lucidité, a réussi à atteindre la poésie et à l'imposer sans jamais user de trucs ou de littérature. Les toiles de Jean-Pierre Capron sont d'une incomparable pureté et même d'une simplicité déconcertante. Elles sont comme des reflets d'une clarté intérieure.  Les paysages aussi bien que les portraits de ce peintre qui n'accepte aucun compromis, exigent une attention permanente. Ainsi est-ilimpossible de les oublier. L'univers de Jean-Pierre Capron est en effet inoubliable. Il ne veut proposer que ce qu'il y a de durable dans le monde des apparences. Un peintre qui nous permet de rêver et d'avoir confiance en l'avenir, en son avenir. » - Philippe Soupault[11]
- « L'univers de Jean-Pierre Capron est semblable à une terre vierge en attente d'un découvreur. L'œuvre de ce peintre reflète l'espoir d'une autre vision des choses. Par la magie du rêve, le temps s'arrête, s'immobilise. La nature se fait muette. Intemporalité ! Il n'y a aucun désespoir, aucune peur dans ces tableaux, mais la sincérité et la noblesse d'un artiste sincère et authentique. L'absence volontaire de tout personnage évoque bien ce désir de dépouillement et d'absolu où seule l'architecture s'impose… Les paysages de Venise, de Provence ou de la Méditerranée, paraissent sortir du néant comme un premier matin du monde. » - Patrice de la Perrière[15]
- « "Il ne veut proposer que ce qu'il y a de durable dans le mode des apparences", selon le mot de Philippe Soupault. Des paysages d'une pureté et d'une simplicité extrêmes, la nature dépouillée suggérée dans ses lignes essentielles. » - Gérald Schurr[16]
- « Il figura après 1949 régulièrement aux Salons parisiens, présentant des toiles aux coloris assombris et aux formes simplifiées, empreintes d'un sentiment volontairement déprimant. » - Dictionnaire Bénézit[2]

## Prix et distinctions
- Prix de peinture Conté-Carrière, 1951[2].
- Sélectionné pour le prix de la Critique, 1952[4].
- Mention au prix Hallmark, 1960 (toile présentée : Église de Saint-Leu-d'Esserent)[4].

## Collections publiques

### France
- Musée Yves-Brayer, Les Baux-de-Provence.
- Musée d'art figuratif, Fontainebleau.
- Département des estampes et de la photographie de la Bibliothèque nationale de France, Paris :
  - Reflets dans l'eau, lithographie, 1967.
  - Bord de rivière, lithographie, 1969.
- Fonds d'art contemporain - Paris Collections, Paris, Reflets, lithographie 42x54cm[17].
- Musée d'art moderne de la ville de Paris, Maisons et murs blancs, huile sur toile 81x100cm, 1950[18].
- Musée national d'art moderne, Paris[19] :
  - Maisons blanches, huile sur toile 60x73cm, 1949.
  - Portrait de l'oiseau qui n'existe pas - illustration d'un poème de Claude Aveline, encre de Chine et aquarelle 24x31,5cm, 1958 (ancienne collection Claude Aveline).
- Sorbonne-Université, Paris, L'église blanche, huile sur toile 89x116cm, 1954 (dépôt du Centre national des arts plastiques)[20].
- Musée Sainte-Croix, Poitiers.
- Rectorat de Rouen.

### Suisse
- Musée du Petit Palais, Genève.